# Fortec Motorsport
Fortec Motorsport – brytyjski zespół wyścigowy, założony w 1996 przez Richarda Duttona. Obeznie ekipa startuje w Formule Renault 3.5, Europejskim Pucharze Formuły Renault 2.0, Europejskiej Formule 3, Brytyjskiej Formule 3, Brytyjskiej Formule Renault i British GT Championship. W przeszłości zespół pojawiał się także na starcie Formuły 3000, Brytyjskiej Formuły BMW, Europejskiej Formuły BMW, Formuły 3 Euro Series oraz Euroseries 3000.

## Historia

### Formuła BMW
W latach 2004–2010 Fortec angażowało się w Brytyjską Formułę BMW (przekształconej potem w Europejska, po połączeniu z Niemiecką). W sezonach 2006-2007 tytuł dla zespołu zdobywali Irlandczyk Niall Breen oraz Szwed Marcus Ericsson.

### Formuła Renault
Zespół Richarda Duttona od początku istnienia bierze udział w Brytyjskiej Formule Renault. Począwszy od 2002 roku ekipa dominuje w serii, przegrywając jedynie w 2010 roku, kiedy to lepsza okazała się stajnia Manora. W klasyfikacji kierowców brytyjska stajnia triumfowała w 2002 roku, kiedy to najlepszy okazał się Danny Watts), natomiast w sezonie 2004 zwyciężył Mike Conway. W latach 2006–2007 mistrzami serii zostali Sebastian Hohenthal oraz Ducan Tappy, natomiast w sezonach 2010–2011 Tom Blomqvist i Alex Lynn. W sezonie 2004, za sprawą Stuarta Halla, ekipa triumfowała w zimowej edycji tej serii. W roku 2008 sukces powtórzył James Calado, natomiast w latach 2010–2011 Alex Lynn i Oliver Rowland.
W latach 2008–2009 oraz od 2011 roku brytyjska stajnia angażuje się także w europejską edycję tego serialu. W pierwszych dwóch latach startów ekipa zakończyła zmagania na odpowiednio 6 i 8 pozycji. W sezonie 2011 zespół uplasował się na 3. miejscu. W sezonie 2012 dzięki trzeciej pozycji Olivera Rowlanda w mistrzostwach i niezłej postawie innych kierowców zespół uplasował się na najniższym stopniu podium. W roku 2013 najlepszym kierowcą ekipy okazał się Jake Dennis, który był sklasyfikowany na czwartym miejscu. Sam zespół ukończył zaś sezon na trzeciej pozycji w klasyfikacji generalnej.

### Formuła 3
Od 1996 roku zespół startuje w Brytyjskiej Formule 3. Pierwsze zwycięstwo dla zespołu odniósł przyszły kierowca Formuły 1 – Kolumbijczyk Juan Pablo Montoya – na torze Donington Park.
Od 2012 roku zespół rywalizuje we wznowionej Europejskiej Formule 3. Zespół spisał się nieźle, Félix Serrallés zdołał nawet wygrać wyścig, lecz ekipa nie została zgłoszona do mistrzostw, a więc nie była klasyfikowana. Rok później zespół startował już jako oficjalnie zgłoszona ekipa. Najlepiej spisał się Louis Felipe Derani, który był ósmy. Sam zespół został sklasyfikowany na czwartym miejscu w klasyfikacji generalnej.

### Formuła 3000
W latach 1999–2000 ekipa Fortec brała udział w Międzynarodowej Formule 3000 (obecnie Seria GP2). Nie osiągnęła jednak sukcesów, plasując się w drugiej dziesiątce klasyfikacji, z dorobkiem kilku punktów. Jednym z jej kierowców był zawodnik ścigający się niegdyś w Formule 1 – Norberto Fontana.

### Formuła Renault 3.5
Od sezonu 2007 Fortec Motorsports (tylko w tej serii widnieje pod taką nazwą) startuje w Formule Renault 3.5. Pierwsze podium dla zespołu uzyskał Malezyjczyk Fairuz Fauzy, plasując się na trzecim miejscu w 2008 roku. W sezonie 2009 ten sam kierowca odniósł pierwsze zwycięstwo. Sukces odnotował w pierwszym wyścigu na torze Hungaroring, po starcie z pole position. Cały sezon zakończył z tytuł wicemistrzowskim, natomiast brytyjska ekipa uplasowała się na 5. lokacie.
W roku 2010 Estończyk Sten Pentus dwukrotnie stanął na najwyższym stopniu podium, w Aragonii oraz Budapeszcie. Zmagania zakończył na 4. miejscu, podobnie jak cały zespół. W sezonie 2011 Amerykanin Alexander Rossi został pierwszym liderem mistrzostw, po zwycięstwie i drugiej lokacie w inauguracyjnej rundzie w Hiszpanii. Drugą wygraną odnotował na torze imienia Paula Ricarda. Drugi z zawodników stajni, Brazylijczyk César Ramos, dwukrotnie sięgnął po pierwsze pole startowe, na torze Aragon oraz Monza. Ostateczni kierowcy rywalizację ukończyli odpowiednio na 3. i 11. pozycji, natomiast w klasyfikacji konstruktorów Fortec po raz pierwszy skończył mistrzostwa na podium, zajmując drugą lokatę.
Sezon 2012 przyniósł już ekipie mistrzowski tytuł w klasyfikacji kierowców. Stało się tak za przyczyną Robina Frijnsa. Holender zwyciężył trzy wyścigi, lecz cały czas zajmował również wysokie lokaty, dlatego pokonał o 4 punkty faworyzowanego Jules’a Biachiego. Drugi kierowca zespołu - Kolumbijczyk Carlos Huertas zajął 16 pozycję. Ich osiągnięcia dały zespołowi ostatecznie 3 lokatę w klasyfikacji zespołów.
Na sezon 2013 Fortec zatrudnił Stoffela Vandoorne oraz Olivera Webba jako kierowców wyścigowych. Belg do końca walczył o mistrzowski tytuł. Ostatecznie cztery zwycięstwa w sezonie dały mu drugie miejsce i tytuł wicemistrza serii. W klasyfikacji zespołów ekipa również uplasowała się na drugim miejsce, przegrywając o 66 punktów z DAMS.
W 2014 ekipa korzystała z usług Siergieja Sirotkina oraz Oliver Rowland. Liczono na to, że junior Saubera podejmie walkę o tytuł, jednak ostatecznie to debiutujący Brytyjczyk stał się liderem zespołu. Odniósł on dwa zwycięstwa oraz siedmiokrotnie stawał na podium. Uzbierane 181 punktów dało mu czwarte miejsce w końcowej klasyfikacji kierowców. Rosjanin wygrał tylko jeden wyścig, podczas domowej rundy w Moskwie. Zespół zdobył łącznie 313 punktów, tylko o trzy mniej niż najlepsza ekipa DAMS.

## Starty

### Formuła Renault 3.5
W 2009 roku Fortec zawarł współpracę z malezyjską grupą Mofaz i startował w sezonie 2009 jako Mofaz Fortec Motorsport
Od sezon 2011 Fortec figuruje na liście startowej jako Fortec Motorsports
| Rok  | Bolid           | Kierowcy          | Wyścigi | Wygrane | PP | NO | Pkt | M.K. | M.Z. |
| ---- | --------------- | ----------------- | ------- | ------- | -- | -- | --- | ---- | ---- |
| 2007 | Dallara-Renault | James Walker      | 17      | 1       | 1  | 0  | 19  | 19   | 12   |
| 2007 | Dallara-Renault | Richard Philippe  | 11      | 0       | 0  | 0  | 0   | 33   | 12   |
| 2007 | Dallara-Renault | Yelmer Buurman    | 4       | 0       | 0  | 0  | 15  | 20   | 12   |
| 2007 | Dallara-Renault | Esteban Guerrieri | 2       | 0       | 0  | 0  | 0   | 39   | 12   |
| 2008 | Dallara-Renault | James Walker      | 17      | 0       | 0  | 0  | 36  | 13   | 9    |
| 2008 | Dallara-Renault | Julian Theobald   | 4       | 0       | 0  | 0  | 0   | 33   | 9    |
| 2008 | Dallara-Renault | Fairuz Fauzy      | 13      | 0       | 0  | 0  | 17  | 18   | 9    |
| 2009 | Dallara-Renault | Fairuz Fauzy      | 17      | 1       | 2  | 1  | 98  | 2    | 5    |
| 2009 | Dallara-Renault | Sten Pentus       | 17      | 0       | 0  | 0  | 23  | 16   | 5    |
| 2010 | Dallara-Renault | Sten Pentus       | 17      | 2       | 1  | 2  | 78  | 4    | 4    |
| 2010 | Dallara-Renault | Jon Lancaster     | 17      | 0       | 1  | 2  | 39  | 13   | 4    |
| 2011 | Dallara-Renault | Alexander Rossi   | 17      | 2       | 0  | 1  | 156 | 3    | 2    |
| 2011 | Dallara-Renault | César Ramos       | 17      | 0       | 2  | 0  | 47  | 11   | 2    |
| 2012 | Dallara-Renault | Carlos Huertas    | 17      | 0       | 0  | 0  | 35  | 16   | 3    |
| 2012 | Dallara-Renault | Robin Frijns      | 17      | 3       | 4  | 1  | 189 | 1    | 3    |
| 2013 | Dallara-Renault | Stoffel Vandoorne | 17      | 4       | 3  | 2  | 214 | 2    | 2    |
| 2013 | Dallara-Renault | Oliver Webb       | 16      | 0       | 0  | 0  | 27  |      | 2    |
| 2014 | Dallara-Renault | Siergiej Sirotkin | 17      | 1       | 1  | 0  | 132 | 5    | 2    |
| 2014 | Dallara-Renault | Oliver Rowland    | 17      | 2       | 3  | 1  | 181 | 4    | 2    |

### Europejski Puchar Formuły Renault 2.0
Od sezon 2012 Fortec figuruje na liście startowej jako Fortec Motorsports
| Rok  | Bolid          | Kierowcy          | Wyścigi | Wygrane | PP | NO | Pkt | M.K. | M.Z. |
| ---- | -------------- | ----------------- | ------- | ------- | -- | -- | --- | ---- | ---- |
| 2008 | Tatuus-Renault | Dean Smith        | 14      | 0       | 0  | 0  | 11  | 17   | 6    |
| 2008 | Tatuus-Renault | Daniel McKenzie   | 14      | 0       | 0  | 0  | 0   | 36   | 6    |
| 2008 | Tatuus-Renault | Gabriel Dias      | 12      | 0       | 0  | 0  | 3   | 24   | 6    |
| 2008 | Tatuus-Renault | Alex Morgan       | 14      | 0       | 0  | 0  | 17  | 14   | 6    |
| 2009 | Tatuus-Renault | Kevin Kleveros    | 12      | 0       | 0  | 0  | 0   | 30   | 8    |
| 2009 | Tatuus-Renault | Oliver Webb       | 4       | 0       | 0  | 0  | 0   | 29   | 8    |
| 2009 | Tatuus-Renault | Fredrik Blomstedt | 2       | 0       | 0  | 0  | 0   | 41   | 8    |
| 2009 | Tatuus-Renault | James Calado      | 6       | 0       | 0  | 0  | 10  | 17   | 8    |
| 2009 | Tatuus-Renault | Will Stevens      | 4       | 0       | 0  | 0  | 0   | 34   | 8    |
| 2011 | Tatuus-Renault | Félix Serrallés   | 14      | 0       | 0  | 0  | 41  | 12   | 3    |
| 2011 | Tatuus-Renault | Will Stevens      | 14      | 1       | 3  | 0  | 116 | 4    | 3    |
| 2011 | Tatuus-Renault | Fahmi Ilyas       | 2       | 0       | 0  | 0  | 0   | 43   | 3    |
| 2011 | Tatuus-Renault | Mitchell Gilbert  | 6       | 0       | 0  | 0  | 0   | 30   | 3    |
| 2011 | Tatuus-Renault | Ed Jones          | 6       | 0       | 0  | 0  | 0   | NS†  | 3    |
| 2011 | Tatuus-Renault | Alex Lynn         | 4       | 0       | 1  | 0  | 26  | 14   | 3    |
| 2012 | Tatuus-Renault | Mikko Pakari      | 14      | 0       | 0  | 0  | 30  | 15   | 3    |
| 2012 | Tatuus-Renault | Nick Cassidy      | 5       | 0       | 0  | 0  | 8   | 24   | 3    |
| 2012 | Tatuus-Renault | Aleksiej Czuklin  | 2       | 0       | 0  | 0  | 0   | 46   | 3    |
| 2012 | Tatuus-Renault | Steijn Schothorst | 12      | 0       | 0  | 0  | 12  | 22   | 3    |
| 2012 | Tatuus-Renault | Gustavo Menezes   | 2       | 0       | 0  | 0  | 0   | NS†  | 3    |
| 2012 | Tatuus-Renault | Jegor Orudżew     | 2       | 0       | 0  | 0  | 0   | NS†  | 3    |
| 2012 | Tatuus-Renault | Ed Jones          | 14      | 0       | 0  | 0  | 2   | 27   | 3    |
| 2012 | Tatuus-Renault | Oliver Rowland    | 14      | 1       | 0  | 0  | 109 | 3    | 3    |
| 2012 | Tatuus-Renault | Jake Dennis       | 6       | 0       | 0  | 0  | 31  | 12   | 3    |
| 2012 | Tatuus-Renault | Dan de Zille      | 2       | 0       | 0  | 0  | 0   | NS   | 3    |
| 2012 | Tatuus-Renault | Josh Hill         | 4       | 0       | 0  | 0  | 8   | 25   | 3    |
| 2013 | Tatuus-Renault | Jake Dennis       | 14      | 0       | 1  | 1  | 130 | 4    | 3    |
| 2013 | Tatuus-Renault | Mikko Pakari      | 14      | 0       | 0  | 0  | 17  | 17   | 3    |
| 2013 | Tatuus-Renault | Ed Jones          | 12      | 0       | 0  | 0  | 45  | 11   | 3    |
| 2013 | Tatuus-Renault | Jack Aitken       | 2       | 0       | 0  | 0  | 0   | NS†  | 3    |
| 2013 | Tatuus-Renault | Ryan Tveter       | 4       | 0       | 0  | 0  | 0   | NS†  | 3    |
| 2013 | Tatuus-Renault | Matt Parry        | 2       | 0       | 0  | 0  | 0   | NS†  | 3    |
| 2014 | Tatuus-Renault | Matt Parry        | 14      | 0       | 0  | 0  | 57  | 11   | 3    |
| 2014 | Tatuus-Renault | Jack Aitken       | 14      | 1       | 1  | 0  | 86  | 7    | 3    |
| 2014 | Tatuus-Renault | Martin Rump       | 14      | 0       | 0  | 0  | 8   | 20   | 3    |
| 2014 | Tatuus-Renault | Charles Leclerc   | 6       | 0       | 0  | 0  | 0   | NS†  | 3    |
| 2014 | Tatuus-Renault | Ben Barnicoat     | 1       | 0       | 0  | 0  | 0   | NS†  | 3    |
| 2014 | Tatuus-Renault | Thiago Vivacqua   | 2       | 0       | 0  | 0  | 0   | NS†  | 3    |

† – zawodnik nie był liczony do klasyfikacji końcowej.

### Europejska Formuła 3
Fortec figuruje na liście startowej jako Fortec Motorsports
| Europejska Formuła 3 | Europejska Formuła 3    | Europejska Formuła 3 | Europejska Formuła 3 | Europejska Formuła 3 | Europejska Formuła 3 | Europejska Formuła 3 | Europejska Formuła 3 | Europejska Formuła 3 | Europejska Formuła 3 |
| Rok                  | Bolid                   | Kierowcy             | Wyścigi              | Wygrane              | PP                   | NO                   | Pkt                  | M.K.                 | M.Z.                 |
| -------------------- | ----------------------- | -------------------- | -------------------- | -------------------- | -------------------- | -------------------- | -------------------- | -------------------- | -------------------- |
| 2012                 | Dallara F312 Volkswagen | Hannes van Asseldonk | 8                    | 0                    | 0                    | 1                    | 0                    | NS†                  |                      |
| 2012                 | Dallara F312 Volkswagen | Félix Serrallés      | 10                   | 1                    | 2                    | 1                    | 0                    | NS†                  |                      |
| 2012                 | Dallara F312 Volkswagen | Alex Lynn            | 10                   | 0                    | 0                    | 0                    | 0                    | NS†                  |                      |
| 2012                 | Dallara F312 Volkswagen | Pipo Derani          | 8                    | 0                    | 0                    | 0                    | 0                    | NS†                  |                      |
| 2013                 | Dallara-Renault         | Félix Serrallés      | 30                   | 0                    | 0                    | 0                    | 104                  | 11                   | 4                    |
| 2013                 | Dallara-Renault         | Luis Felipe Derani   | 30                   | 0                    | 0                    | 0                    | 143                  | 8                    | 4                    |
| 2013                 | Dallara-Renault         | Josh Hill            | 15                   | 0                    | 0                    | 0                    | 56                   | 12                   | 4                    |
| 2013                 | Dallara-Renault         | John Bryant-Meisner  | 6                    | 0                    | 0                    | 0                    | 2                    | 25                   | 4                    |
| 2013                 | Dallara-Renault         | Dmitrij Suranowicz   | 3                    | 0                    | 0                    | 0                    | 0                    | 33                   | 4                    |
| 2013                 | Dallara-Renault         | Ed Jones             | 3                    | 0                    | 0                    | 0                    | 0                    | NS†                  | 4                    |
| 2013                 | Dallara-Renault         | William Buller       | 15                   | 0                    | 0                    | 0                    | 39                   | 16                   | 4                    |
| 2013                 | Dallara-Renault         | Alfonso Celis        | 3                    | 0                    | 0                    | 0                    | 0                    | 34                   | 4                    |
| 2014                 | Dallara-Mercedes        | Mitchell Gilbert     | 18                   | 0                    | 0                    | 0                    | 28                   | 16                   | 7                    |
| 2014                 | Dallara-Mercedes        | Alfonso Celis        | 3                    | 0                    | 0                    | 0                    | 0                    | 30                   | 7                    |
| 2014                 | Dallara-Mercedes        | Hongwei Cao          | 3                    | 0                    | 0                    | 0                    | 0                    | 32                   | 7                    |
| 2014                 | Dallara-Mercedes        | John Bryant-Meisner  | 21                   | 0                    | 0                    | 0                    | 6                    | 21                   | 7                    |
| 2014                 | Dallara-Mercedes        | Santino Ferrucci     | 6                    | 0                    | 0                    | 0                    | 0                    | 19                   | 7                    |

† - zawodnik nie był liczony do klasyfikacji końcowej.